# Onet.pl

Logo

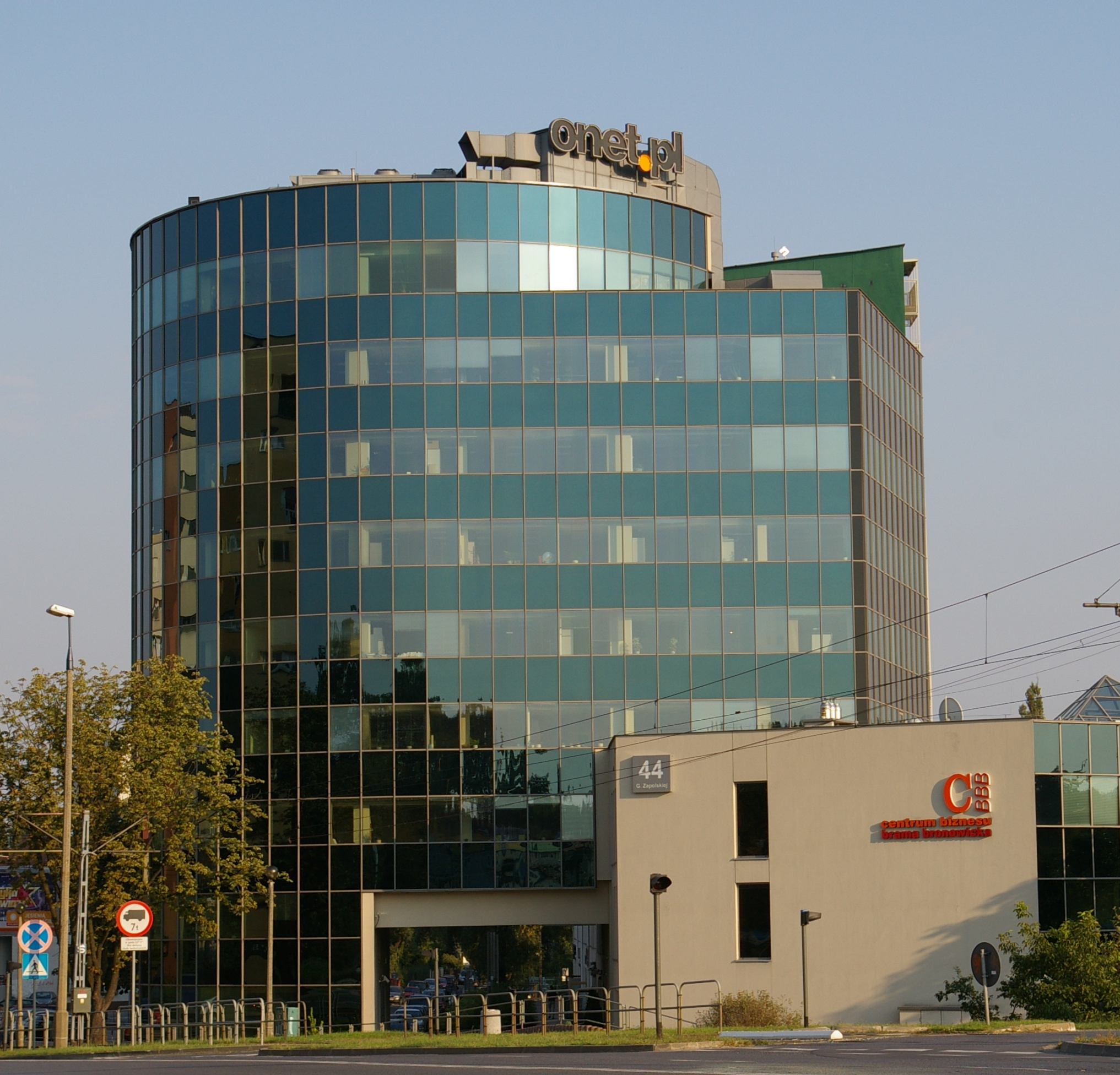
Het hoofdkwartier van beheerder Grupa Onet.pl S.A.

Onet.pl is een Poolstalig webportaal, beheerd door het in Krakau gevestigde bedrijf Grupa Onet.pl S.A.. De organisatie werd in 1996 opgericht door Optimus.
Volgens de bezoekersaantallen van Alexa had de website in 2007 haar hoogtepunt op het gebied van populariteit; De site stond op de 45e positie van populairste website ter wereld. Daarnaast was de website de 6e meest bezochte website in Polen in 2018. Anno juni 2018 staat de organisatie op de 392e positie.
Sinds 2012 bezit Ringier Axel Springer Media AG de meerderheid van Onet.

## Diensten
De organisatie beheert een aantal digitale diensten, waaronder de Poolse online encyclopedie WIEM Encyklopedia, Rebtel (in Polen op de markt gebracht als OnetRebtel) en Skype (in Polen op de markt gebracht als OnetSkype). Daarnaast is de organisatie actief in e-mailbeheer, webhosting, usenet-toegangen en online chatrooms.